# Loßburg
Loßburg – miejscowość i gmina w Niemczech, w kraju związkowym Badenia-Wirtembergia, w rejencji Karlsruhe, w regionie Nordschwarzwald, w powiecie Freudenstadt. Leży w Schwarzwaldzie, nad rzeką Kinzig, ok. 6 km na południe od Freudenstadt, przy drodze krajowej B294.
1 stycznia 2007 do gminy przyłączono ówczesną gminę Betzweiler-Wälde.

## Dzielnice
Gmina podzielona jest na osiem dzielnic: Betzweiler, Lombach, Loßburg, Wittendorf, Sterneck, Schömberg, Wälde i Vierundzwanzig Höfe.

## Polityka

### Rada gminy
|      | CDU   | SPD   | FWG   | Razem     |
| 2004 | 5     | 3     | 10    | 18 miejsc |
|      | 29,7% | 18,5% | 51,9% |           |

## Współpraca
Miejscowości partnerskie:
- Anse, Francja
- Hammerbrücke – dzielnica Muldenhammer, Saksonia
- Harta, Węgry